# Никифорова (приток Енисея)
Никифорова — река в Восточной Сибири, приток реки Енисей. Протекает по территории Таймырского Долгано-Ненецкого района Красноярского края. Длина — 24 км.
Вытекает из озера Мишкино, лежащего на высоте 55 метров над уровнем моря, течёт, петляя, по открытой местности через озеро Никифоровское в западном направлении. Впадает в Енисей справа на расстоянии 496 км от её устья на высоте 1 метр над уровнем моря напротив острова Малого Лузинского. Ширина реки в среднем течении — 10 метров, глубина — 0,3 метра.
Основной приток — река Ямная, вытекающая из Короушкиных озёр, — впадает слева вблизи устья.

## Данные водного реестра
По данным государственного водного реестра России относится к Енисейскому бассейновому округу, водохозяйственный участок реки — Енисей от в/п г. Игарка до устья без р. Хантайка от истока до Усть-Хантайского г/у, речной подбассейн реки — Енисей ниже впадения Нижней Тунгуски. Речной бассейн реки — Енисей.
Код объекта в государственном водном реестре — 17010800412116100106374.